# Helmgrasmot
De helmgrasmot (Anerastia lotella) is een vlinder uit de familie snuitmotten (Pyralidae). De wetenschappelijke naam is voor het eerst geldig gepubliceerd in 1813 door Hübner.
De soort komt voor in Europa.